# Alexandra Stewart

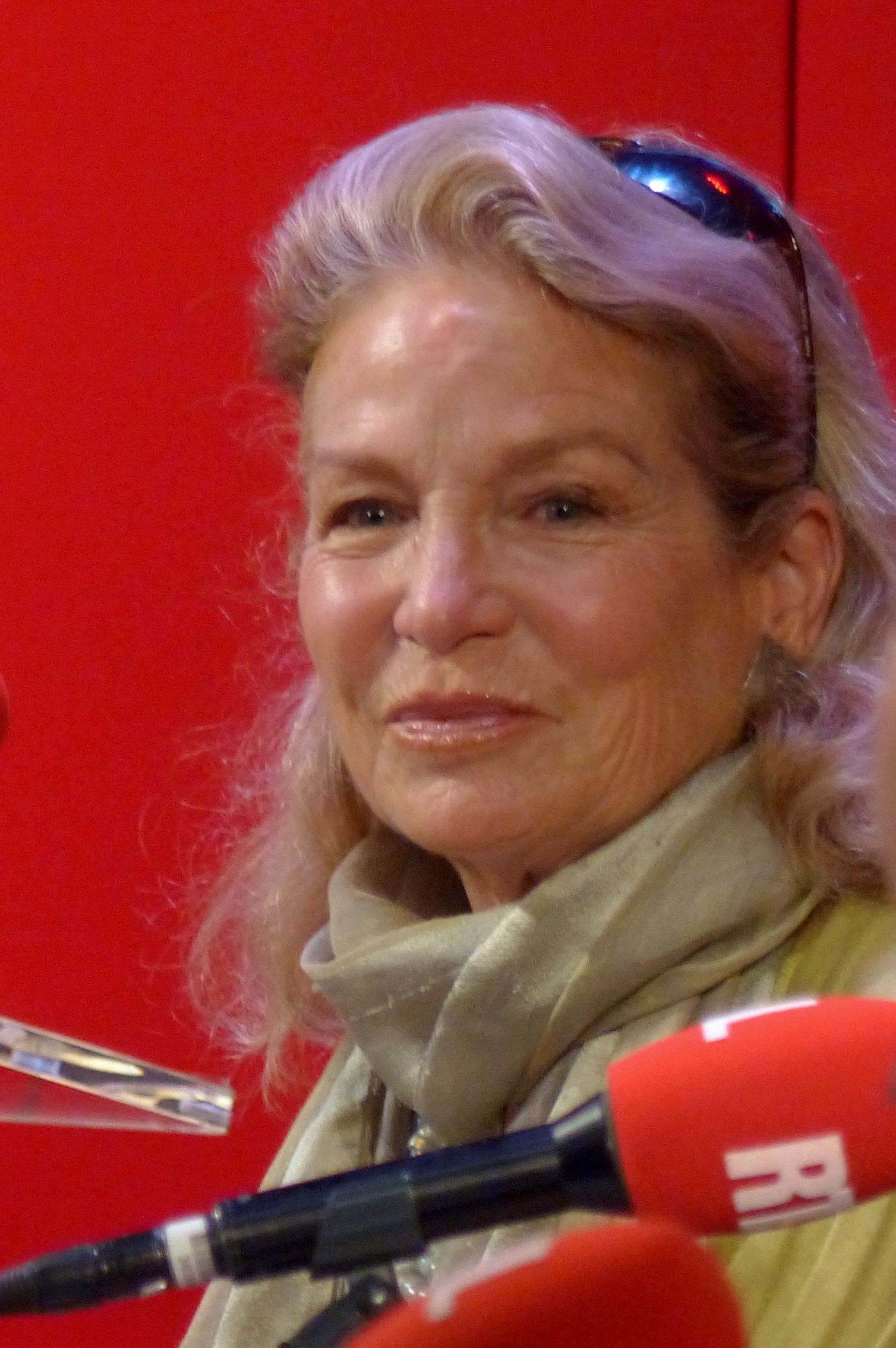
Alexandra Stewart (2014)

Alexandra Stewart (* 10. Juni 1939 in Montreal, Québec) ist eine kanadische Schauspielerin.

## Leben
Alexandra Stewart kam 1957 von Montreal nach Paris, um an der École du Louvre und an der Académie Julian Malerei und Kunstgeschichte zu studieren. Dabei jobbte sie als Fotomodell, warb auf Werbeplakaten für allerlei Produkte und wurde bald Titelbild des Modeblatts Elle.
Bereits 1959 trat sie in einem französischen Spielfilm auf. Anfänglich ein Semistar der Nouvelle Vague, wurden ihre Rollen von Film zu Film größer. 1960 spielte sie bereits die weibliche Hauptrolle in dem Abenteuerfilm Riskanter Zeitvertreib an der Seite von Jean-Paul Belmondo und Claude Brasseur, und Otto Preminger gab ihr eine Rolle in seinem Flüchtlingsdrama Exodus. Im Laufe ihrer Karriere spielte sie in über 100 Kino- und Fernsehfilmen in französischen, amerikanischen, deutschen, österreichischen, italienischen, britischen, niederländischen, kanadischen, chilenischen, brasilianischen und argentinischen Produktionen. Mit SOS vermißt erhielt sie Ende der 1980er Jahre ihre eigene Serie im französischen Fernsehen.

## Filmografie (Auswahl)
- 1959: Gefährliche Liebschaften (Les Liaisons dangereuses)
- 1960: Riskanter Zeitvertreib (Les Distractions)
- 1960: Exodus
- 1960: Tarzan, der Gewaltige (Tarzan the Magnificent)
- 1961: Die Nacht hat dunkle Schatten (La Mort de Belle)
- 1962: Bekenntnisse eines möblierten Herrn
- 1963: Die endlose Nacht
- 1963: Das Irrlicht (Le feu follet)
- 1963: Das große Liebesspiel
- 1964: Volles Herz und leere Taschen (…e la donna creò l’uomo)
- 1965: Marcia nuziale
- 1965: Sie nannten ihn Gringo
- 1965: Mickey One
- 1967: Rache ist nicht nur ein Wort (La Loi du survivant)
- 1968: Die Braut trug schwarz (La mariée était en noir)
- 1969: Besessen – Das Loch in der Wand (Bezeten – Het gat in de muur)
- 1970: Ohrfeigen
- 1971: Zeppelin
- 1973: C.A.T.S.
- 1973: Die amerikanische Nacht (La nuit américaine)
- 1974: Fluchtpunkt Marseille (The Marseille Contract)
- 1975: Black Moon
- 1977: Zähme mich – liebe mich (Julie pot de colle)
- 1977: Goodbye Emmanuelle
- 1977: Das Unheimliche (The Uncanny)
- 1980: Phobia
- 1981: Ein jeglicher wird seinen Lohn empfangen… (Les uns et les autres)
- 1981: Madame Claude 2
- 1983: Femmes – Insel der Wollust (Femmes)
- 1984: Erben der Liebe (Mistral’s Daughter)
- 1984: Le bon Plaisir – Eine politische Liebesaffäre (Le Bon Plaisir)
- 1984: Das Blut der Anderen (Le Sang des autres)
- 1986: Under the Cherry Moon – Unter dem Kirschmond
- 1988: Frantic
- 1988: Der Passagier – Welcome to Germany
- 1996: Seven Servants
- 2000: Unter dem Sand (Sous le sable)
- 2002: Girls Can Get Away with Anything (Les filles, personne s’en méfie)
- 2005: El cantor
- 2005: By the Pricking of My Thumbs (Mon petit doigt m’a dit…)
- 2007: Fallen Heroes (Nessuna qualità agli eroi)
- 2009: Bazar
- 2009: Zu zweit ist es leichter (À deux c’est plus facile) (Fernsehfilm)
- 2011: Das verborgene Gesicht (La cara oculta)
- 2011: Ma compagne de nuit
- 2013: Merry Christmas
- 2014: Valentin Valentin
- 2015: La duchesse de Varsovie
- 2019: For the Ones We Loved (À cause des filles…?)